# François Nouel

a Compétitions nationales et continentales officielles uniquement.

b Matchs officiels uniquement.
François Nouel, né le 12 juin 1908 à Troyes et mort le 27 septembre 1966 au Bouscat, est un joueur français de rugby à XV et de rugby à XIII évoluant au poste de centre.
Après une carrière sportive en rugby à XV au sein d'Annonay et de l'AS bayonnaise jusqu'en 1934, il rejoint une sélection mise en place par Jean Galia en 1934 appelée « les Pionniers » qui donne naissance au rugby à XIII en France en débutant par une tournée britannique. Il prend part à plusieurs rencontres de cette tournée ainsi qu'à la première rencontre officielle de l'équipe de France de rugby à XIII le 15 avril 1934 contre l'Angleterre. En club, il rejoint Côte basque puis Bordeaux avec lequel il remporte le Championnat de France en 1937.
Après sa carrière sportive, il connaît des expériences toujours en lien avec le rugby à XIII auquel il est resté fidèle en étant nommé en 1955 dans le comité directeur de Bordeaux aux côtés de Jean Duhau, en devenant sélectionneur de l'équipe de France dans les années 1950 et 1960 formant un trio avec Jean Barrès et Guy Vassal, et en étant chroniqueur de la rubrique rugby à XIII dans le quotidien Sud Ouest à partir de 1956 remplaçant Louis Robineau.

## Famille
François Maurice Marie Nouel naît le 12 juin 1908 à Troyes (Aube) au domicile de ses parents rue Ambroise Cottet. Son père, Marie Paul Nouel (1864-1927), est imprimeur, et sa mère, Marie-Thérèse Leuret (1867-1935), sans profession. François Nouel se marie le 16 avril 1942 à Antoinette Loste (1914-1990) en la mairie de Nîmes (Gard) et a un fils Patrice. Il décède le 27 septembre 1966 au Bouscat en Gironde.

## Biographie

### Carrière en rugby à XV
François Nouel pratique avec réussite le rugby à XV au sein des clubs d'Annonay où il grandit à la suite du déménagement de ses parents à Davézieux puis de l'AS bayonnaise jusqu'en 1934.

### Carrière en rugby à XIII

#### Débuts en rugby à XIII au sein des Pionniers

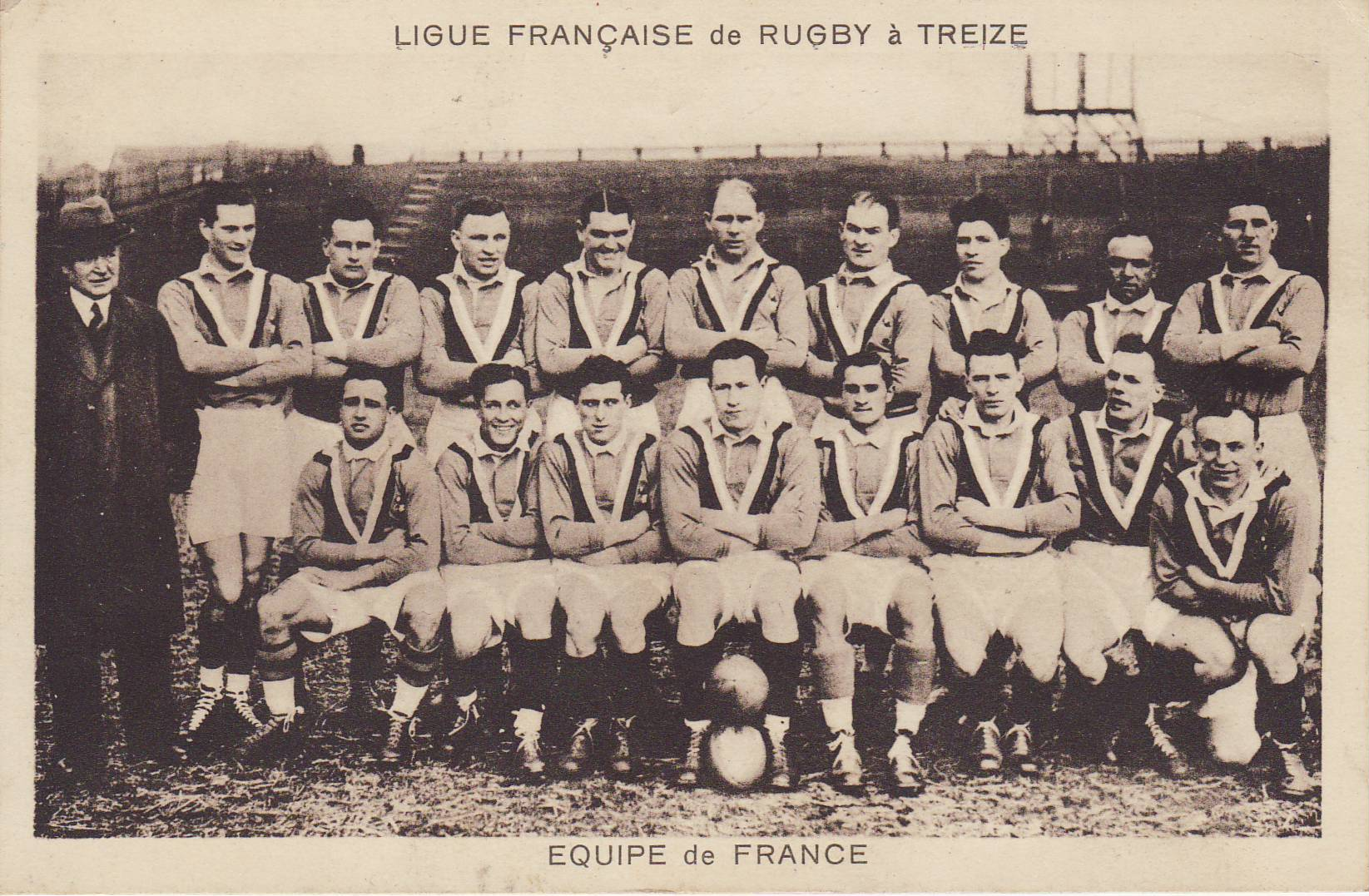
Photo des Pionniers en 1934. François Nouel est le premier debout à gauche.

En 1934, le rugby à XV français est en proie à l'amateurisme marron désignant le fait de rémunérer illégalement un sportif officiellement amateur. François Nouel dénonce en mars 1934, à l'instar de nombreux joueurs du Championnat de France de rugby à XV, l'amateurisme marron sévissant dans le rugby à XV français. En 1932, l'arbitre fédéral de rugby à XV et président du comité des Alpes M. Mailhan du FC Grenoble propose à Nouel alors à Annonay un emploi de 1 500 francs par mois au Petit Dauphinois pour le recruter au sein du club de rugby. Cette proposition ne put se concrétiser faute de licence obtenue.
Il décide alors de quitter tout simplement le rugby à XV et de rejoindre l'appel de Jean Galia pour donner naissance au rugby à XIII en France en constituant une sélection qui effectuerait une tournée au Royaume-Uni.
François Nouel fait donc partie de cette sélection de dix-sept joueurs emmenée par Galia et composée par de nombreux anciens internationaux français de rugby à XV tels que Jean Duhau, Robert Samatan, Maurice Porra, Charles Petit, Antonin Barbazanges et Léopold Fabre, qui ont tous affirmé la mise en place de cet amateurisme marron. Même si à son arrivée en Angleterre, il souffre de maux d'estomac qui entrainent son hospitalisation.
Cette tournée en mars 1934 permet à cette sélection de disputer six rencontres contre des clubs anglais ou des sélections régionales anglaises de rugby à XIII. Le 10 mars 1934, la sélection, appelée plus tard « les Pionniers », est opposée à Wigan pour le premier match de cette tournée. Il dispute au cours de cette tournée plusieurs rencontres dans des conditions météorologiques compliquées n'empêchant pas toutefois le succès de cette tournée et l'enthousiasme des Anglais, notamment du Nord de l'Angleterre, de voir le rugby à XIII naître en France.
Composition de l'équipe de France :
De retour d'Angleterre, François Nouel et la sélection française prépare le premier match officiel de l'équipe de France de rugby à XIII contre l'Angleterre au stade Buffalo. Il occupe le poste de centre avec à ses côtés Laurent Lambert, Antonin Barbazanges et Robert Samatan . Bien que battue 21-32, l'équipe de France de rugby à XIII sut séduire le public et la presse qui relaie largement l'évènement, l'Auto appela ce code de rugby le « rugby révolutionnaire » dans son édition du 16 avril 1934.Même si  un ouvrage indique qu'il a été sélectionné deux fois en équipe de France , ce sera la seule sélection de François Nouel en équipe de France. 

#### Carrière en club à Côte basque puis Bordeaux
Associant cette tournée et cette rencontre contre l'Angleterre inaugurant officiellement l'existence du rugby à XIII en France, une fédération française de rugby à XIII se met en place début avril 1934 et s'organise pour la création d'un Championnat de France. Il est rapidement émis l'idée de la création d'un club réunissant les villes de Bayonne et de Biarritz sous le nom de « Côte basque 13 » sous l'impulsion du docteur Dejeant. Elle prend forme durant l'été 1934 et le premier entraînement se fait sous sa direction et celle Georges Blanc, tous deux membres des Pionniers. L'équipe sera rejointe au cours de la saison par André Cussac, international français de rugby à XV. François Nouely est un titulaire indiscutable au sein de club et prend part à tous les premiers succès de ce club.
Il rejoint ensuite Bordeaux avec lequel il remporte le Championnat de France en 1937, toutefois il n'y dispute pas la finale.

## Carrière en Rugby à XIII
- Collectif : 
  - Vainqueur du Championnat de France : 1937[4] (Bordeaux).
  - Finaliste du Championnat de France : 1936[4] (Bordeaux).

### Détails en sélection
| Matchs internationaux de François Nouel | Matchs internationaux de François Nouel | Matchs internationaux de François Nouel | Matchs internationaux de François Nouel | Matchs internationaux de François Nouel | Matchs internationaux de François Nouel | Matchs internationaux de François Nouel | Matchs internationaux de François Nouel | Matchs internationaux de François Nouel | Matchs internationaux de François Nouel | Matchs internationaux de François Nouel | Matchs internationaux de François Nouel |
|                                         | Date                                    | Lieu                                    | Adversaire                              | Résultat                                | Compétition                             | Poste                                   | Points                                  | Essais                                  | Pen.                                    | Drops                                   |                                         |
| --------------------------------------- | --------------------------------------- | --------------------------------------- | --------------------------------------- | --------------------------------------- | --------------------------------------- | --------------------------------------- | --------------------------------------- | --------------------------------------- | --------------------------------------- | --------------------------------------- | --------------------------------------- |
| 1.                                      | 15 avril 1934                           | Stade Buffalo, Paris, France            | Angleterre                              | 21-32                                   | ?                                       | Centre                                  | ?                                       | ?                                       | ?                                       | ?                                       |                                         |

#### Statistiques
| Saison    | Saison           | Championnat           | Championnat | Coupe           | Coupe       | Sélection | Sélection | Sélection | Sélection | Sélection | Sélection |
| Saison    | Saison           | Comp.                 | Class.      | Comp.           | Class.      | Comp.     | M         | Pts       | Ess.      | Buts      | Dp.       |
| --------- | ---------------- | --------------------- | ----------- | --------------- | ----------- | --------- | --------- | --------- | --------- | --------- | --------- |
| 1934-1935 | Côte basque XIII | Championnat de France | 9e          | Coupe de France | Non disputé |           |           |           |           |           |           |
| 1935-1936 | Bordeaux XIII    | Championnat de France | Finaliste   | Coupe de France | 1/2 finale  |           |           |           |           |           |           |
| 1936-1937 | Bordeaux XIII    | Championnat de France | Vainqueur   | Coupe de France | 1/2 finale  |           |           |           |           |           |           |
| 1937-1938 | Bordeaux XIII    | Championnat de France | 1/2 finale  | Coupe de France | 1/4 finale  |           |           |           |           |           |           |
| 1938-1939 | Bordeaux XIII    | Championnat de France | 1/2 finale  | Coupe de France | 1/2 finale  |           |           |           |           |           |           |